# Pa van der Steur
Johannes ("Pa") van der Steur (Haarlem, 10 juli 1865 - Magelang (Indonesië), 16 september 1945) was een zendeling in het voormalige Nederlands-Indië, bekend geworden door zijn werk in Huize Oranje-Nassau ten bate van verlaten Indo-Europese kinderen. Hij werd wel de vader van 7.000 kinderen genoemd.
In 1892 vertrok hij als zendeling naar Java. Deze onderneming werd met geld en goederen gesteund door onder anderen barones Van Randwijck-Van Hogendorp, die hem ook gedurende zijn verdere leven en werk met raad en daad terzijde bleef staan.
Hij begon in 1893 verwaarloosde kinderen in zijn huis op te nemen. Volgens de toenmalige koloniale mores in Nederlands-Indië werden kinderen die door Europeanen werden verwekt bij inlandse vrouwen (njaj's) vaak niet erkend. Als een vader zijn vaderschap niet erkende, vertrok of overleed, en de moeder niet in staat was voor deze kinderen te zorgen, zwierven ze vaak aan hun lot overgelaten in de kampongs rond. Deze kinderen stonden bekend als 'soldatenkinderen'. Van der Steur ontfermde zich over hen en werd door hen in de wandeling Pa genoemd. Uiteindelijk heeft hij ruim 7.000 van deze verschoppelingen opgevangen, gezorgd dat ze een opvoeding kregen en hen als Indische Nederlanders de kans gegeven op een plaats in de koloniale samenleving.
De moeders daarentegen bezaten geen rechten en hadden ook niet het recht hun kinderen te zien. Hun lot was dat zij terug moesten naar de kampong, waar zij vaak met de nek werden aangekeken, omdat zij zich hadden gemengd in de omgang met een Hollander, al was dat vaak gedwongen.
In Magelang op Java leidde hij Huize Oranje-Nassau, waar de pupillen ondanks beperkte financiële middelen een degelijke christelijke opvoeding kregen. Hij verrichtte zijn werk eerst samen met zijn zuster Marie en later met zijn vrouw Anna Maria van der Steur-Zwager (1870-1936) - die beiden Moe van der Steur werden genoemd - en vele anderen. De pupillen werden vaak Steurtjes genoemd. Dankzij een gedegen opleiding konden voormalige pupillen later veelal goed hun brood verdienen. In heel Indië wist men wie Pa van der Steur was en wat hij deed.
In een boekje “Zo was het in Magelang” van A. v.d. Veen wordt gesproken over de invloed die Van der Steur met zijn initiatief op de hele Indische maatschappij had: “Pa werd van zonderling tot lichtend voorbeeld. De spotlach verdween en de schaamte voerde honderden mensen tot nieuwe daden. In heel Indië kwam een kordater streven tot uiting om het pauperdom te bestrijden. Een geweten werd wakker.”
Begin 1944 werd Pa van der Steur door de Japanners geïnterneerd. Toen de Steurtjes kort na de bevrijding hoorden, dat Pa de kampen had overleefd, haalden ze hem op en brachten ze hem - voorzichtig rijdend vanwege zijn erg pijnlijke hongeroedeem - naar zijn Huize Oranje-Nassau terug. Daar overleed hij te midden van zijn Steurtjes.
Het werk dat Van der Steur begon, wordt met steun vanuit Nederland, in Indonesië nog steeds voortgezet.
In Magelang bestaat het deel van de zg Europese begraafplaats, waar Johannes van der Steur ligt begraven, nog steeds. Het wordt van uit Nederland door de Stichting Bond van Oud Steurtjes ism Kota Toa Magelang, onderhouden. Jaarlijks op 10 juli, geboortedag van Johannes, wordt er een herdenking gehouden. Steeds meer mensen bezoeken het kerkhof. De gemeente Magelang is blij met het feit dat de begraafplaats goed wordt onderhouden en veel wordt bezocht. De vele bezoeken dragen bij aan de ontwikkeling van het toerisme naar de stad. Ook is in Magelang het oude weeshuis "Oranje-Nassau" nog te zien. 

Vader Van der Steur met een groep oudere jongens (ca.1897)
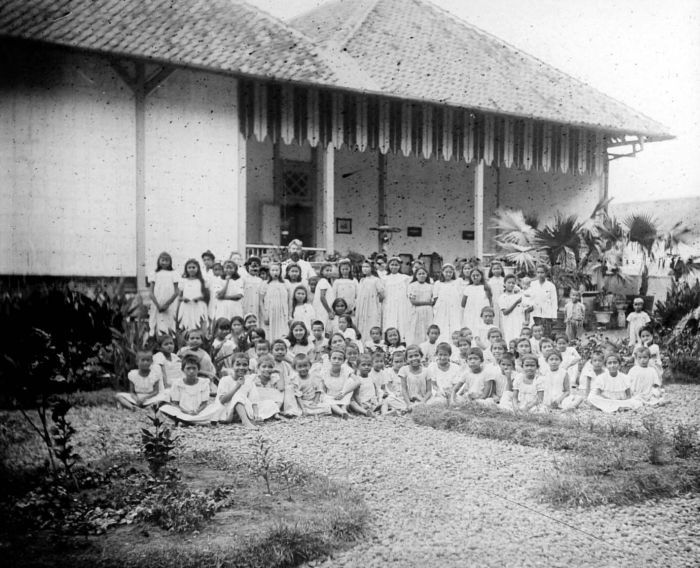
Meisjes poseren bij hun speelplaats
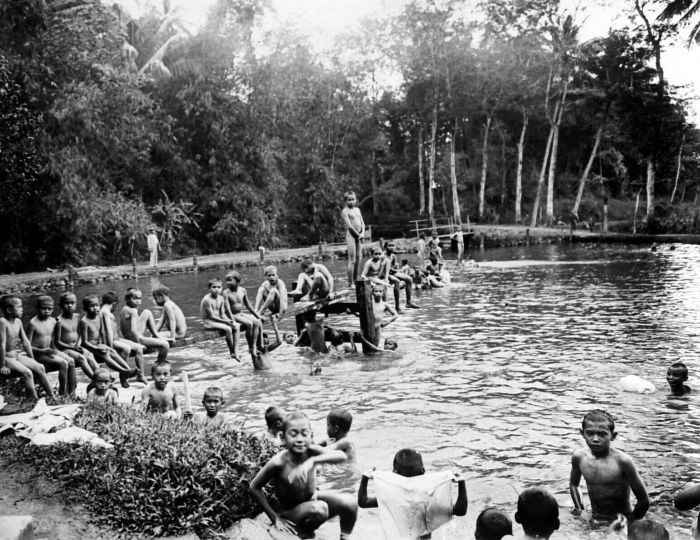
Jongensbadplaats bij Huize Oranje-Nassau